# Emil Eule
Carl Emil Eule (* 4. September 1843 in Löbau; † 31. Oktober 1887 in Dresden) war ein deutscher Komponist.

## Leben
Emil Eule wurde am 4. September 1843 als Sohn des Instrumentenmachers Carl August Eule und dessen Ehefrau Amalie Christiane geboren. Sein 1846 geborener Bruder August Hermann war der Gründer des nach diesem benannten Orgelbauunternehmens in Bautzen.
Eule zog um 1868 nach Dresden, wo er in diesem Jahr erstmals als Musiklehrer erwähnt wird. Später handelte er außerdem mit „eisernen Patent-Pianos“ und stellte seine Tätigkeit als Komponist in den Vordergrund. Sein letzter Wohnsitz war in der Neuegasse 23.
Von seinen 5 Kindern mit Clara Louise, geb. Dittmann, die er am 4. Januar 1870 in der Dresdener Kreuzkirche geheiratet hatte, überlebte ihn nur seine Tochter Clara Isolde (1876–1957).

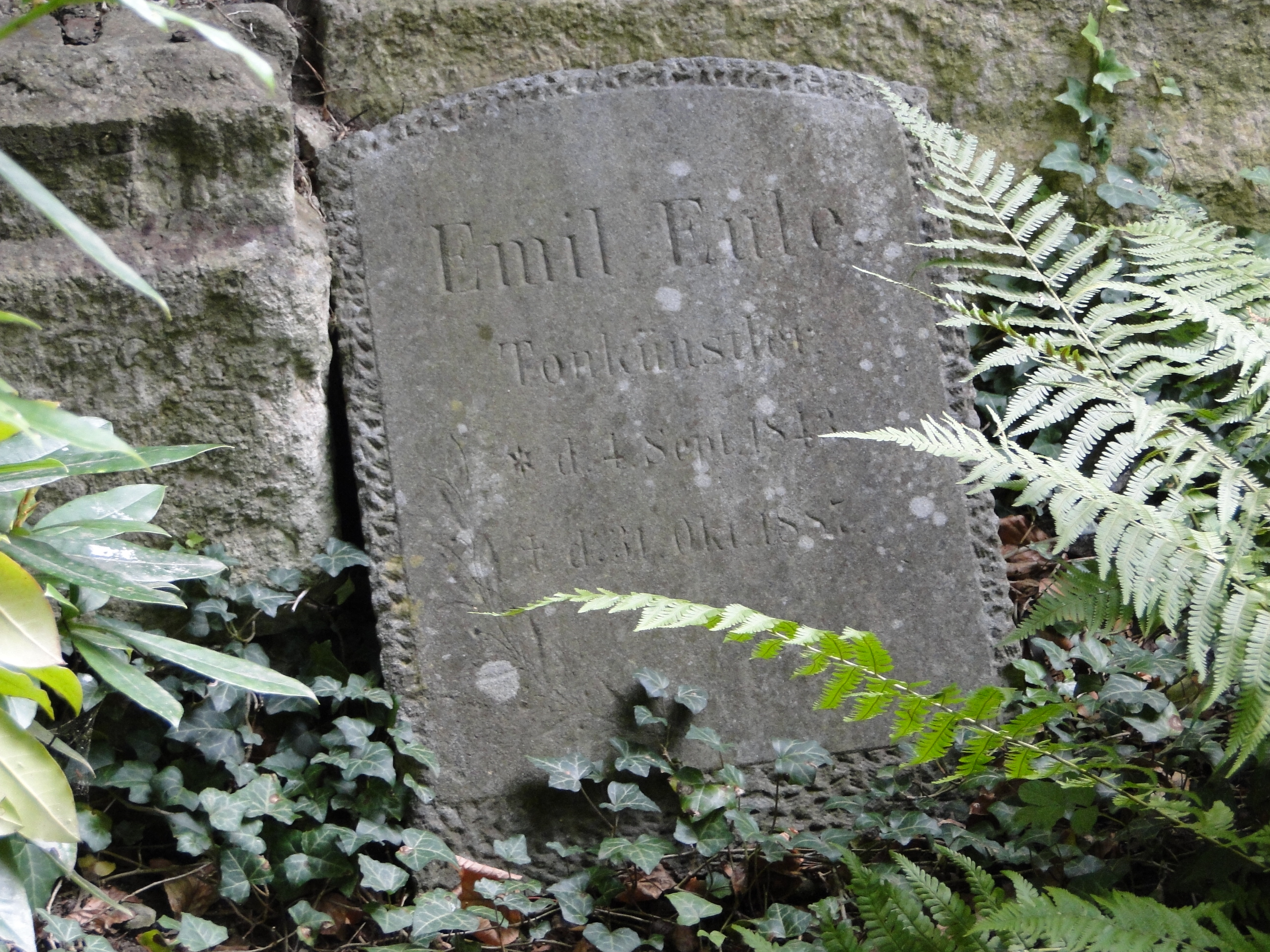
Grab von Emil Eule in Dresden

Eule, dessen Werke heute fast vergessen sind, wurde vor allem als Komponist von Salonmusik für Klavier, Liedern und Gebrauchsmusik bekannt. Sein Grab befindet sich auf dem Trinitatisfriedhof in Dresden und bezeichnet ihn als Tonkünstler.

## Werkverzeichnis (Auswahl)
Werke
- Op. 4 Die Frühlingsboten für Sopran oder Tenor und Klavier, 1869
- Op. 12 Der Hoffnungsstern für Klavier, 1870
- Op. 24 Des deutschen Kriegers Traum vor der Schlacht für Klavier, 1870
- Op. 26 Heldengrüsse aus Walhalla für Klavier, Harmonium oder Orgel, 1871
- Op. 35 Wiedersehen in der Heimath für Orchester, 1872
- Op. 37 Die blonde Fischerin für Klavier, 1871[3]
- Op. 45 Auf den Wellen des Königsee’s für Klavier, 1873
- Op. 46 Burgröschens Hochzeit für Orchester, 1881
- Op. 52 Sächsischer Gewerbe- und Industrieausstellungsmarsch
- Op. 64 Bergmannsleben für Klavier, 1880
- Op. 85 Grosser Schützen-Festmarsch zum 8. Deutschen Bundesschiessen für Orchester, 1884

Libretti
Eule hat auch Libretti geschrieben, aber nicht selbst vertont, sondern zum Verkauf angeboten:
- „Der Goldkeller“ – eine komisch-romantische Zauberoper in 2 Akten
- „Franello“ – romantische Oper in 2 Akten